# Crnica
Die Crnica (serbisch-kyrillisch Црница) ist ein Fluss in Zentralserbien. Er ist ein rechter Nebenfluss der Velika Morava.
Die Quelle liegt in der Nähe von Sisevac. Die Länge des Flusses beträgt 30 km. Er fließt durch die Ortschaften Zabrega, Popovac, Bošnjane, Davidovac, Glavica und Paraćin. Bei Davidovac vereinigt er sich mit dem Fluss Grza und mündet in die Velika Morava.